# احمد ذوالقدر
احمد ذوالقدر سرتیپ سپاه پاسداران انقلاب اسلامی است که در فاصله سالهای ۱۳۹۹ تا ۱۴۰۲ فرماندهی سپاه سیدالشهدا استان تهران را برعهده داشت و هم‌اکنون به‌عنوان مشاور فرمانده کل سپاه پاسداران فعالیت می‌کند.
وی فعالیت نظامی را از سال ۱۳۵۸ در سپاه پاسداران آغاز کرد. او اوایل دهه هشتاد، معاون هماهنگ‌کننده منطقه مقاومت بسیج تهران بزرگ بود، از ۱۳۸۴ تا ۱۳۸۷ به‌عنوان جانشین فرمانده منطقه مقاومت بسیج تهران بزرگ فعالیت می‌کرد و از ۱۳۸۷ تا ۱۳۸۸ معاون عملیات نیروی مقاومت بسیج بود.
ذوالقدر در فاصله سال‌های ۱۳۸۸ تا ۱۳۹۶ جانشینی فرمانده سپاه محمد رسول‌الله تهران بزرگ را برعهده داشت و از ۱۳۹۶ تا ۱۳۹۹ به‌عنوان معاون هماهنگ‌کننده قرارگاه ثارالله فعالیت می‌کرد. او در سال ۱۴۰۱ درجه سرتیپی دریافت کرد.